# 簗川ダム
簗川ダム（やながわダム）は、北上川の支流である簗川中流部の岩手県盛岡市に建設された重力式コンクリートダムである。建設に伴い、簗川に並行する国道106号と県道43号の各一部区間は水没するため、付け替え工事がなされ、2015年に開通した。なお、簗川の「簗」の字を「梁」にするのは誤り。

## 概要
盛岡地区東部は昔から洪水に見舞われており、その度に国道106号が通行止めになったり、死者が出たりするなどの被害が出ている。一方、1973年（昭和48年）、1978年（昭和53年）、1989年（平成元年）などには夏季の渇水による水不足の被害も出ている。また、簗川の氾濫によって被害を受ける地域では、近年人口が増加傾向にある。そこで、洪水対策と水不足対策として『放水トンネル』案や、『宅地嵩上げ』案などを検討したが、いずれもコストや時間がかかるので、比較的簡単な案として『ダム建設』案が採用された。
ダム建設案は国の政策で一度は凍結状態になったが、のち凍結は解除された。2014年に施工業者が決まり、2015年にダム本体の工事に入った。
2020年に湛水試験を開始。2021年3月20日に洪水時の最高水位（サーチャージ水位）296.3メートルに到達。一時的にダム本体から水があふれる越流状態となった。2021年7月18日に完工式が行われた。